# DeMarre Carroll
DeMarre LaEdrick Carroll (nascido em 27 de julho de 1986) é um ex-jogador e técnico norte-americano que é o atual assistente técnico do Cleveland Cavaliers.
Carroll jogou basquete universitário pela Universidade do Missouri e pela Universidade Vanderbilt e foi selecionado pelo Memphis Grizzlies como a 27º escolha geral do draft da NBA de 2009. Ele jogou 11 temporadas na NBA por Grizzlies, Houston Rockets, Denver Nuggets, Utah Jazz, Atlanta Hawks, Toronto Raptors, Brooklyn Nets e San Antonio Spurs.

## Primeiros anos
Filho de Ed, um farmacêutico e pastor, e Cynthia Carroll, Carroll foi criado em Forestdale, Alabama. Carroll credita sua inspiração para jogar basquete ao seu irmão mais velho DeLonte, que morreu de um tumor cerebral aos nove anos de idade.
Carroll frequentou a Minor High School em Adamsville, Alabama até se transferir para a John Carroll Catholic High School em Birmingham, Alabama antes do início da temporada de 2002-03. Em sua terceira temporada, ele teve médias de 17,8 pontos e 9,1 rebotes em um time campeão estadual com um recorde de 36-0. Em sua última temporada, ele teve médias de 19,7 pontos e 10,7 rebotes. Ele coroou sua carreira no ensino médio marcando 27 pontos no All-Star Game Alabama-Mississippi e foi nomeado MVP do Torneio Estadual do Alabama de 2004.
Considerado um recruta de três estrelas pelo Rivals.com, Carroll foi listado como o 40º melhor ala-pivô e o 148º melhor jogador do país em 2004.

## Carreira universitária
Após um segundo ano bem-sucedido na Universidade Vanderbilt, ele surpreendeu o time quando decidiu se transferir para a Universidade do Missouri em 2006 para jogar com seu tio Mike Anderson. 
Carroll ajudou a liderar o Missouri para o Elite Eight do Torneio da NCAA de 2009 durante seu último ano. Ele foi apelidado de "Junkyard Dog" por causa de sua resistência e jogo implacável.

### Problemas de saúde
Quando Carroll chegou ao Missouri, ele reclamou de coceira nas pernas e estava convencido de que estava sofrendo de uma alergia. Depois que ele foi examinado por vários especialistas, eles chegaram a um diagnóstico consideravelmente mais sério: doença hepática. Foi finalmente determinado que Carroll possivelmente precisaria de um transplante de fígado, mas não por pelo menos 20 anos após seu diagnóstico e muito provavelmente após o fim de qualquer potencial carreira profissional no basquete. Sua doença foi revelada várias semanas antes do draft da NBA de 2009.
À 1h30 da manhã de 5 de julho de 2007, Carroll levou um tiro no tornozelo durante uma discussão em uma boate em Columbia, Missouri.

## Carreira profissional

### Memphis Grizzlies (2009–2011)
Carroll foi selecionado pelo pelo Memphis Grizzlies como a 27º escolha geral no draft da NBA de 2009. Ele jogou principalmente sendo reserva durante seu tempo com os Grizzlies. 
Em 14 de dezembro de 2010, ele foi designado para o Dakota Wizards da G-League. Ele foi chamado de volta em 5 de janeiro de 2011.

### Houston Rockets (2011)
Em 24 de fevereiro de 2011, Carroll foi negociado, junto com Hasheem Thabeet e uma escolha de primeira rodada do draft, para o Houston Rockets em troca de Shane Battier e Ish Smith.
Em 11 de abril de 2011, ele foi dispensado pelos Rockets.

### Denver Nuggets (2011–2012)
Em 12 de dezembro de 2011, o Denver Nuggets fez de Carroll um convidado não garantido para o training camp. Ele jogou em quatro jogos com os Nuggets durante a temporada de 2011–12 antes de ser dispensado em 4 de fevereiro de 2012.

### Utah Jazz (2012–2013)
Em 8 de fevereiro de 2012, Carroll assinou um contrato de 1 ano e US$885 mil com o Utah Jazz.

### Atlanta Hawks (2013–2015)

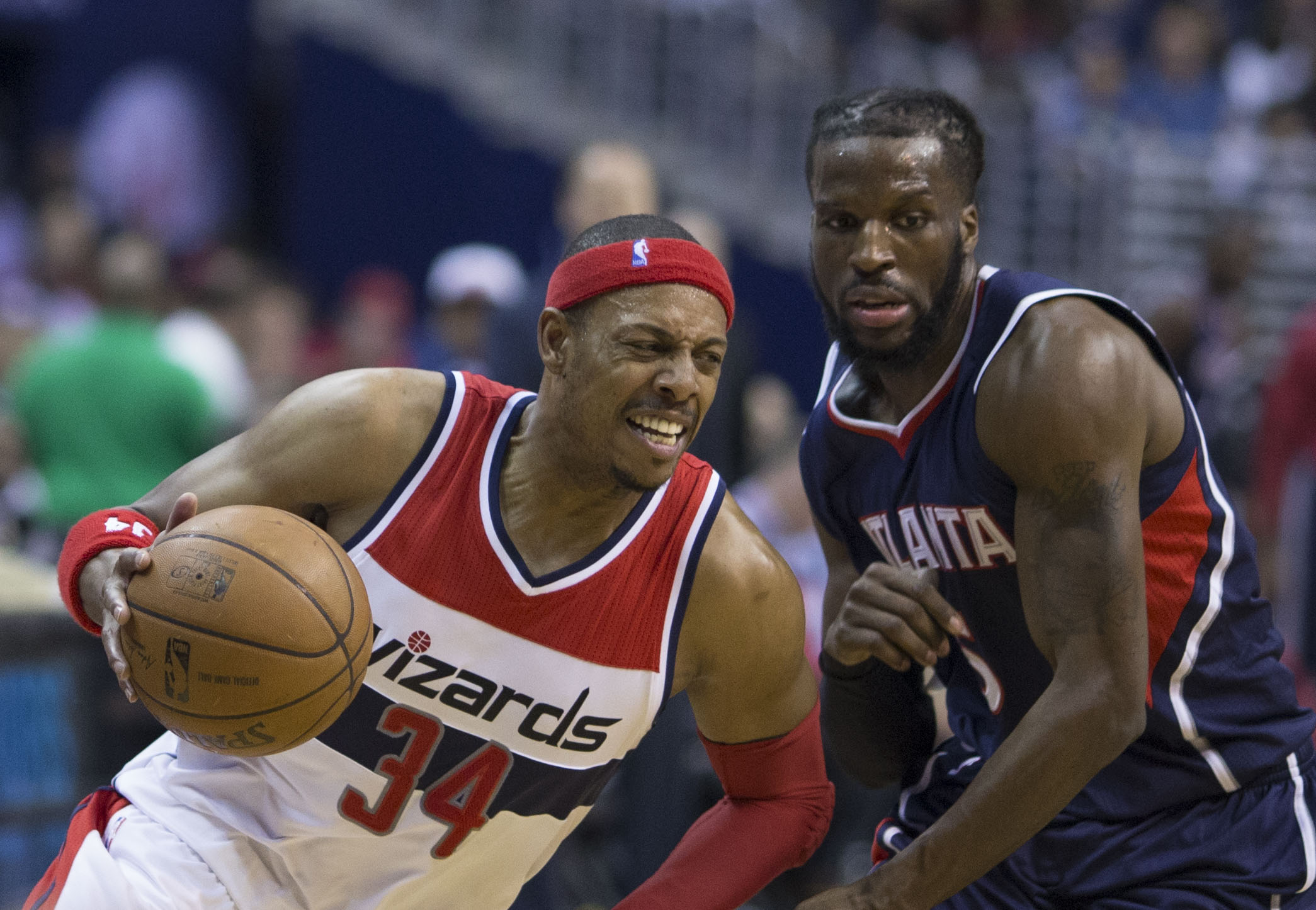
Carroll (à direita) com os Hawks em maio de 2015, defendendo Paul Pierce do Washington Wizards.

Em 3 de agosto de 2013, Carroll assinou um contrato de 2 anos e US$5 milhões com o Atlanta Hawks. 
Em 23 de dezembro de 2014, Carroll registrou 25 pontos, o recorde da carreira, e 10 rebotes na vitória por 107–104 sobre o Los Angeles Clippers. Em 22 de fevereiro de 2014, ele marcou 24 pontos, o recorde da carreira, na vitória por 107–98 sobre o New York Knicks.
Em 4 de fevereiro de 2015, ele fez parte da escalação titular dos Hawks que foram nomeados os Co-Jogador do Mês da Conferência Leste de janeiro depois que a equipe compilou o primeiro recorde de 17-0 em um mês na história da liga. Cinco dias depois, ele marcou 26 pontos, o recorde da carreira, na vitória por 117-105 sobre o Minnesota Timberwolves.

### Toronto Raptors (2015-2017)
Em 9 de julho de 2015, Carroll assinou um contrato de quatro anos e US$ 60 milhões com o Toronto Raptors.
Ele fez sua estreia pelos Raptors na abertura da temporada em 28 de outubro de 2015, registrando 14 pontos e oito rebotes em uma vitória por 106-99 sobre o Indiana Pacers. Em 7 de dezembro de 2015, ele foi descartado indefinidamente com uma contusão no joelho direito. Ele voltou à ação em 26 de dezembro contra o Milwaukee Bucks depois de perder nove jogos consecutivos devido à lesão. Ele jogou apenas cinco jogos antes que o mesmo joelho o obrigasse a ficar de fora da derrota do time para o Cleveland Cavaliers em 4 de janeiro de 2016. Dois dias depois, ele passou por uma cirurgia no joelho direito. Em 7 de abril de 2016, ele voltou à ação contra o Atlanta Hawks após perder 41 jogos.
Em 8 de janeiro de 2017, Carroll empatou o recorde da sua carreira com 26 pontos e estabeleceu o recorde da sua carreira com seis cestas de três pontos em uma derrota de 129-122 para o Houston Rockets.

### Brooklyn Nets (2017-2019)
Em 13 de julho de 2017, Carroll foi negociado, junto com as escolhas de primeira e segunda rodadas do draft de 2018, para o Brooklyn Nets em troca de Justin Hamilton.
Em sua estreia pelos Nets na abertura da temporada em 18 de outubro de 2017, Carroll marcou 10 pontos em uma derrota de 140-131 para o Indiana Pacers. Em 26 de novembro de 2017, ele marcou 24 pontos, o recorde da temporada, em uma vitória de 98–88 sobre o Memphis Grizzlies.

### San Antonio Spurs (2019–2020)
Em 6 de julho de 2019, Carroll foi negociado com o San Antonio Spurs em uma troca de três times.

### Retorno a Houston (2020)
Após ser dispensado pelo Spurs, Carroll foi contratado pelo Houston Rockets em 21 de fevereiro de 2020.

## Carreira de treinador
Em 2 de agosto de 2022, Carroll foi anunciado como assistente técnico do Milwaukee Bucks.
Em 4 de julho de 2023, Carroll foi contratado como assistente técnico pelo Los Angeles Lakers.

## Estatísticas na NBA

### Temporada regular
| Ano     | Equipe      | PJ  | PT  | MPJ  | AP    | 3P   | LL    | RT  | AS  | BR  | TO | PPJ  |
| ------- | ----------- | --- | --- | ---- | ----- | ---- | ----- | --- | --- | --- | -- | ---- |
| 2009–10 | Memphis     | 71  | 1   | 11.2 | .396  | .000 | .623  | 2.1 | .5  | .4  | .1 | 2.9  |
| 2010–11 | Memphis     | 7   | 0   | 5.6  | .444  | .000 | 1.000 | 1.1 | .3  | .1  | .1 | 1.4  |
| 2010–11 | Houston     | 5   | 0   | 2.2  | .000  | .000 | .000  | .0  | .4  | .0  | .0 | .0   |
| 2011–12 | Denver      | 4   | 0   | 5.3  | 1.000 | .000 | .000  | .8  | .8  | .0  | .0 | 3.0  |
| 2011–12 | Utah        | 20  | 9   | 16.4 | .374  | .368 | .875  | 2.5 | .8  | .6  | .1 | 4.8  |
| 2012–13 | Utah        | 66  | 12  | 16.8 | .460  | .286 | .765  | 2.8 | .9  | .9  | .4 | 6.0  |
| 2013–14 | Atlanta     | 73  | 73  | 32.1 | .470  | .362 | .773  | 5.5 | 1.8 | 1.5 | .3 | 11.1 |
| 2014–15 | Atlanta     | 70  | 69  | 31.3 | .487  | .395 | .702  | 5.3 | 1.7 | 1.3 | .2 | 12.6 |
| 2015–16 | Toronto     | 26  | 22  | 30.2 | .389  | .390 | .600  | 4.7 | 1.0 | 1.7 | .2 | 11.0 |
| 2016–17 | Toronto     | 72  | 72  | 26.1 | .401  | .341 | .761  | 3.8 | 1.0 | 1.1 | .4 | 8.9  |
| 2017–18 | Brooklyn    | 73  | 73  | 29.9 | .414  | .371 | .764  | 6.6 | 2.0 | .8  | .4 | 13.5 |
| 2018–19 | Brooklyn    | 67  | 8   | 25.4 | .395  | .342 | .760  | 5.2 | 1.3 | .5  | .1 | 11.1 |
| 2019–20 | San Antonio | 15  | 0   | 9.0  | .310  | .231 | .600  | 2.1 | .7  | .1  | .1 | 2.2  |
| 2019–20 | Houston     | 9   | 0   | 17.2 | .432  | .250 | .773  | 2.7 | 1.6 | .7  | .3 | 6.0  |
| Career  | Career      | 578 | 339 | 23.7 | .430  | .358 | .741  | 4.2 | 1.3 | .9  | .3 | 8.9  |

### Playoffs
| Ano    | Equipe   | PJ | PT | MPJ  | AP   | 3P   | LL    | RT  | AS  | BR  | TO | PPJ  |
| ------ | -------- | -- | -- | ---- | ---- | ---- | ----- | --- | --- | --- | -- | ---- |
| 2012   | Utah     | 4  | 0  | 18.3 | .474 | .200 | .000  | 3.8 | .8  | .5  | .3 | 4.8  |
| 2014   | Atlanta  | 7  | 7  | 35.1 | .469 | .409 | .636  | 4.9 | 1.6 | .7  | .4 | 8.9  |
| 2015   | Atlanta  | 16 | 16 | 34.9 | .486 | .403 | .780  | 6.1 | 2.0 | 1.1 | .3 | 14.6 |
| 2016   | Toronto  | 20 | 19 | 29.8 | .390 | .328 | .750  | 4.1 | .9  | .9  | .4 | 8.9  |
| 2017   | Toronto  | 10 | 7  | 15.5 | .405 | .318 | .556  | 2.7 | .5  | .8  | .5 | 4.2  |
| 2019   | Brooklyn | 5  | 3  | 23.8 | .237 | .292 | 1.000 | 4.0 | .4  | .8  | .0 | 6.6  |
| 2020   | Houston  | 3  | 0  | 3.0  | .500 | .000 | .000  | 1.5 | .5  | .0  | .0 | 1.0  |
| Career | Career   | 64 | 52 | 27.4 | .426 | .353 | .752  | 4.3 | 1.1 | .9  | .3 | 8.9  |

Fonte:

## Prêmios e Homenagens
- MVP das Finais da High School 6A (2004)
- MVP de Alabama-Mississippi (2004)
- Primeira-Equipe da Big 12
- Time Academic All-Big 12 (2009)
- MVP do Torneio da Big 12 (2009)